# HD21877
HD21877 — хімічно пекулярна зоря спектрального класу A0, що має видиму зоряну величину в смузі V приблизно  8,6.
Вона  розташована на відстані близько 501,8 світлових років від Сонця.